# Hiroto Ishikawa
Hiroto Ishikawa (født 16. juli 1998) er en japansk fodboldspiller, som spiller for den japanske fodboldklub Sagan Tosu.